# Adolf Slaby
Adolf Karl Heinrich Slaby, född 18 april 1849 i Berlin, död där 6 april 1913, var en tysk ingenjör.
Slaby studerade från 1867 i Berlin, blev 1873 lärare vid Gewerbeschule i Potsdam, 1876 därjämte docent vid Gewerbeakademie i Berlin och 1882 professor i teoretisk maskinlära och elektroteknik vid tekniska högskolan i Charlottenburg samt dessutom 1884 chef för elektrotekniska laboratoriet där. År 1898 blev han medlem av Herrenhaus och 1902 honorarie professor vid Berlins universitet. Han grundade 1903 Telefunken tillsammans med sin assistent Georg von Arco.
Slaby var tillsammans med Arco en av pionjärerna rörande trådlös kommunikation i Tyskland, där han gjorde förbättringar och populariserade användningen. Slaby hade stort inflytande som kejsar Vilhelm II:s föreläsare och rådgivare i tekniska och vetenskapliga frågor. Åren 1883-89 var han redaktör för "Verhandlungen des Vereins zur Beförderung des Gewerbefleisses".